# 古久根英孝
古久根 英孝（こくね ひでたか、1957年〈昭和32年〉9月26日 - ）は、競技麻雀のプロ雀士。秋田県出身。麻将連合ツアー選手。
かつては最高位戦日本プロ麻雀協会・日本麻雀機構・RMUに所属していた。

## 人物
- 最高位戦日本プロ麻雀協会のプロテストに合格しプロデビュー。最高位3期獲得するなどの活躍。
- 連盟に所属していた土田浩翔らと日本麻雀機構を設立。さらに競技リーグ団体RMUを設立する。
- 日本麻雀機構解散と2010年3月末RMU離脱によりフリー。第一線を離れて日本橋茅場町にある居酒屋「大関」を経営。
- 2014年には『日刊スポーツ杯スリアロトーナメント』に出場。（テレビ対局は2007年の『麻雀BATTLE ROYAL』以来、7年ぶり）現在、麻雀スリアロチャンネルの対局解説と競馬予想番組に出演している。
- 土田浩翔、俳優の萩原聖人とは親交が深く互いに実力を認める仲で、麻雀番組の共演も多い。
- 2025年2月、麻将連合に入会[1]。

## 雀風
- 攻守のバランスが取れた打ち筋。特に守備と山読みが得意であり、常に冷静で暴牌等はほとんどしない。その安定的な成績から、ノンラス打法と称されている。左手で牌を扱うので左利きだと思われがちだが、実は右利きである（右手では盲牌が全く出来なかったが、左手で試してみた時すぐに出来たため）。

## 獲得タイトル
- 最高位（26期、27期、30期）
- 天元位（1期）
- 最強戦プロ選抜（7期・最強戦本戦優勝は飯田正人）
- RMUクラウン（3期）

## 出演
- モンド21麻雀プロリーグ（MONDO21）
- 麻雀スリアロチャンネル
- THEわれめDEポン（フジテレビ）